# Myzomèle à collier
Cissomela pectoralis
Genre
Espèce
Statut de conservation UICN

 LC  : Préoccupation mineure
Le Myzomèle à collier (Cissomela pectoralis) est une espèce de passereaux de la famille des Meliphagidae. C'est la seule espèce du genre Cissomela.

## Répartition
Il est endémique de l'Australie.

## Habitat
Il vit dans les forêts sèches tropicales et subtropicales, les mangroves, les broussailles de végétation type méditerranéenne.

## Taxonomie
Il était classé auparavant dans le genre Certhionyx.